# Az 1989-es érettségibotrány
Az 1989-es érettségibotrány magyar középiskolákat, illetve egy főiskolát érintő botrány volt, amit az váltott ki, hogy az oktatásért felelős hivataltól több tantárgyból is kiszivárogtak egyes érettségi tételek címei, illetve feladatgyűjteménybeli feladatok sorszámai. Az eset felbukkan a Moszkva tér című, 2001-es magyar játékfilmben is.

## Kontextus
A 2005-ös kétszintű érettségi bevezetése előtt, ahol már konkrét feladatokat tartalmaz a feladatlap, csak a hivatalos példatári feladatok sorszámát kapták meg a diákok, és úgy kellett kikeresniük. Ez logisztikailag kedvezőbb volt.

## Az eset
1989-ben több budapesti és Pest megyei középiskolában már napokkal a május 15-ével kezdődő hétre kitűzött írásbeli érettségik időpontja előtt megtudták a negyedikes diákok a matematika érettségin megoldandó kilenc feladat feladatgyűjtemény-beli sorszámait. Ugyanabban az évben nemcsak a matematika feladatsor szivárgott ki, hanem a magyar érettségi tételek témái is – gyermekmotívumok József Attila költészetében, Vörösmarty Mihály és Nagy Lajos –, valamint más tantárgyak érettségijeivel is adódtak problémák. Hasonló, érettségihez kapcsolódó kiszivárgások korábban és később is előfordultak, az 1989-es eset mégis igen nagy port kavart.
Az esetre annak köszönhetően derült fény, hogy több diák is feltűnő gyorsasággal készült el a dolgozatának megoldásával. Az érettségi lebonyolítását koordináló minisztérium vezetői végül úgy döntöttek, hogy egyetlen diák matematika dolgozatát sem értékelik, hanem érvénytelenítik azokat, a vizsgát azonban senkinek nem kellett újraírnia, helyette az érettségi bizonyítványokba a negyedik év végi matematika osztályzat került. A döntést a nyilvánosság előtt május 16-án este maga Glatz Ferenc akkori közoktatásügyi miniszter jelentette be.
Más tantárgyak érettségijeivel is adódtak gondok ugyanebben az évben: fizikából és kémiából például a kiszivárgások miatt új tételsort állítottak össze, ezeket a biztonság kedvéért már nem borítékba rakva juttatták el az iskolákhoz, hanem a rádióban olvasták be. A műszaki szakközépiskolák fizika érettségijén pedig egy olyan feladat is bekerült a tételek közé, amelynek – mint mintapéldának – a megoldása is szerepelt a vizsgához használt feladatgyűjteményben.
Olyan malőrök is történtek, melyek révén egyes tantárgyak vizsgáit egyes intézményekben egy nappal hamarabb bonyolították le, mint máshol – azonos tételsorokkal –, így a normál vizsganapon érettségizők közül sokan megismerhették a tételeket az előző nap vizsgázott társaiktól. Ilyen történt a műszaki szakközépiskolák átviteltechnikai tárgya esetében, ahol a csütörtökre eső írásbeli vizsgák kérdéseit már szerdán megíratták egy győri főiskola felvételi vizsgáin, valamint a balassagyarmati gimnáziumban, ahol az angolérettségit tartották meg egy nappal a kitűzött napja előtt. Győrben azzal védekeztek, hogy a minisztérium nem határozta meg egyértelműen a vizsgák időpontját, Balassagyarmaton pedig egyszerűen elnézték a dátumot.
Az ekkoriban már egyre erősödő rendszerváltó hangulat közepette sokak az érettségi botrány megtörténtét is a rendszer fellazulásának biztos jeleként értékelték.

### Nyomozás
A kiszivárgott tételek útvonalának felderítésére rendőrségi nyomozás is indult a Budapesti Rendőr-főkapitányságon, az Országos Pedagógiai Intézet főigazgatójától érkezett bejelentés alapján. Az eljárás rendőrségi szakasza arra a megállapításra jutott, hogy az intézetben a kiválasztott tételek sorszámát áttetsző borítékokba tették, „ily módon lehetővé vált, hogy illetéktelen személyek is megismerjék a tételeket”. A rendőrség ezzel le is zárta az ügyet, amit a fegyelmi felelősség megállapítására visszaadott a pedagógiai intézetnek, azzal a nyomatékos kéréssel megtoldva, hogy a hasonló esetek megelőzése érdekében haladéktalanul tegyék meg a szükséges intézkedéseket.

## Folyományai
Az 1989-ben történtek hatására az 1990-es érettségi előtt különféle szigorításokról intézkedtek, egyebek közt arról, hogy az érettségi napjának reggelén a Magyar Televízió stúdiójában üljenek össze az erre kiválasztott szakemberek, és ott helyben fogalmazzák meg a tételeket, amiket aztán a kijátszható borítékos megoldás helyett televízión és a rádión keresztül kell kihirdetni. Ettől függetlenül 1990-ben is megvoltak azok a „jól értesültek”, akik tudni vélték, hogy Móricz, Kosztolányi, Kölcsey és Csokonai közül legalább egyvalaki biztosan szerepel majd a magyar érettségin. És valóban, a szigorítás nem igazán hozta meg a tőle várt eredményt, hiszen az ebben az évben kiszivárgott tippek közül kettő is „bejött”: Kölcsey és Kosztolányi is szerepelt ugyanis a tételek között. Az Ekkoriban című blog 1990-ben érettségizett szerzőjének visszaemlékezése szerint ugyanabban az évben matematikából is kiszivárgott a feladatsor nagy része.

## Feldolgozásai
- Az érettségi-botrány megjelenik a Moszkva tér című, 2001-ben bemutatott magyar játékfilmben is, ott a diákok a magyar irodalom érettségi tételeinek címét tudják meg a dolgozat napját megelőzően. Az elvileg titkos információt annyira nyíltan kezelik, hogy még osztályfőnöküket is beavatják, bár az nem hisz nekik. A filmbeli érettségizők körében ugyancsak Vörösmarty és Nagy Lajos neve szerepel közszájon forgó információként, és az is kiderül, hogy az érettségi egyik tétele valóban Nagy Lajos Január című novellájának elemzése lett. A történet szerint a tételek kiszivárogtatásában volt valamilyen szerepe a Szabó Simon által megformált széchenyis diák, Rojál (Király Zsolt) apjának is, de ennél több nem derül ki vele kapcsolatban a filmből.
- Az Ekkoriban blog hosszú, dokumentumokkal és korabeli videórészletekkel tarkított internetes posztban számol be arról, hogy milyen élményeket szerzett az 1989-es érettségibotrány és a következő évben letett saját érettségije kapcsán a blogot vezető, a Budai Nagy Antal Gimnáziumban végzett hölgy.[1]